# Julie Delpy
Julie Delpy — дебютный музыкальный альбом французской киноактрисы Жюли Дельпи, названный её именем. Выпущен в 2003 году, включает 12 песен, написанных актрисой, преимущественно на английском языке.
Три песни с альбома (A Waltz for a Night, An Ocean Apart, Je t’aime tant) вошли в саундтрек фильма «Перед закатом», в которой Дельпи сыграла главную роль.

## Список композиций
| №   | Название                | Длительность |
| --- | ----------------------- | ------------ |
| 1.  | «My Dear Friend»        | 3:15         |
| 2.  | «Mr Unhappy»            | 3:24         |
| 3.  | «Lame Love»             | 4:09         |
| 4.  | «Ready To Go»           | 4:30         |
| 5.  | «Je T'Aime Tant»        | 3:52         |
| 6.  | «Something A Bit Vague» | 3:18         |
| 7.  | «Black & Gray»          | 4:45         |
| 8.  | «A Waltz For A Night»   | 3:30         |
| 9.  | «She Don't Care»        | 4:20         |
| 10. | «And Together»          | 3:40         |
| 11. | «An Ocean Apart»        | 4:02         |
| 12. | «Time To Wake Up»       | 3:17         |

Музыка и слова — Жюли Дельпи, кроме «Lame Love» (музыка Жюли Дельпи, Маруан Жамэ, Майк Микер).

## Участники записи
- Жюли Дельпи — вокал, автор песен
- Филип Эйдель — банджо, чаранго, клавишные, продюсер
- Марко де Меерсман — барабаны
- Фритц Сандерманн — гитара
- Арно Баскунана — программирование гитары и бас-гитары

## Отзывы

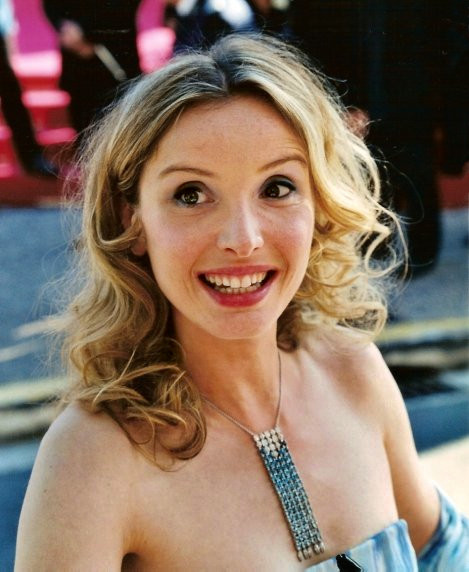
Дельпи в 2002 году

Альбом получил невысокие отзывы. Рецензент издания Uncut поставил ему 1 звезду из 5, назвав музыкальный дебют актрисы неубедительным и отметив «отсутствие фокуса» у большинства песен альбома, а также несовершенное владение певицы английским языком. В качестве музыкальных образцов для Дельпи рецензент указал американских исполнителей типа Нила Янга или Джеффа Бакли.
Рецензент сайта AllMusic, оценив альбом на 2 балла из 5, отметил, что музыкальная работа Дельпи не отличается такой же тонкостью, как её актёрские работы, при этом создаётся ощущение, что она не столько поёт, сколько передаёт свои эмоции. Разнообразие стилей не показалось рецензенту большим достоинством, поскольку, по его мнению, наиболее сильной частью альбома является его середина со спокойными композициями типа «Waltz for a Night» и «Something a Bit Vague», напоминающим творчество Эди Брикелл.